# Di đá

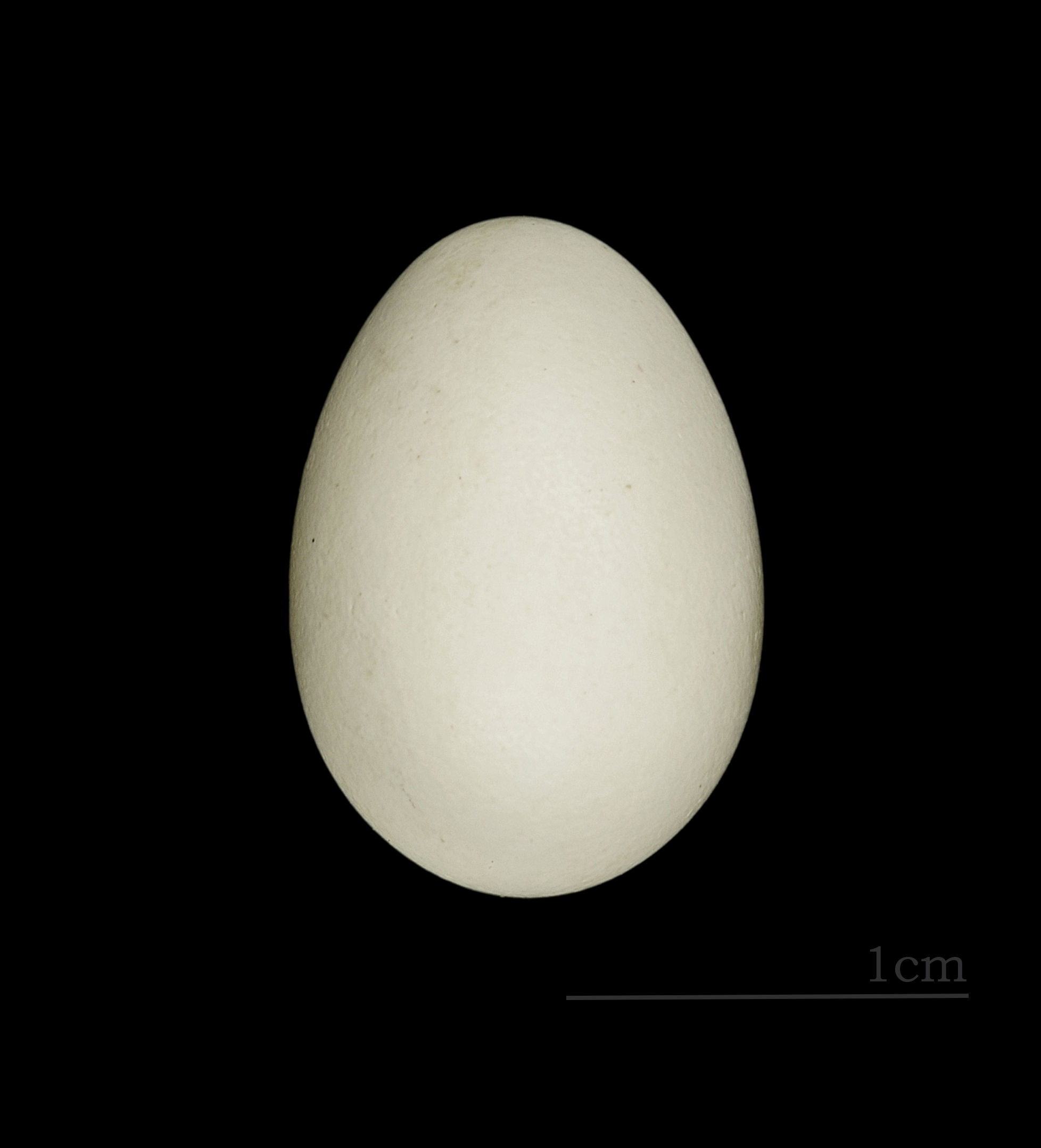
Lonchura punctulata

Lonchura punctulata là một loài chim trong họ Estrildidae. Nó gồm 11 phân loài chỉ hơn khác nhau về hình dáng và kích thước.